# Dasiosoma
Dasiosoma is een geslacht van kevers uit de familie van de loopkevers (Carabidae). De wetenschappelijke naam van het geslacht is voor het eerst geldig gepubliceerd in 1937 door Britton.

## Soorten
Het geslacht Dasiosoma omvat de volgende soorten:
- Dasiosoma hirsutum Basilewsky, 1949
- Dasiosoma ivorense Basilewsky, 1968
- Dasiosoma sudanicum Basilewsky, 1949
- Dasiosoma testaceum Britton, 1937